# David Rattray (Historiker)
David Grey Rattray (* 6. September 1958 in Johannesburg; † 26. Januar 2007 in Rorke’s Drift, KwaZulu-Natal, Südafrika) war ein südafrikanischer Historiker, der sich besonders mit der Geschichte des Zulukriegs beschäftigte.

## Leben
David Rattray wurde 1958 als Sohn des Rechtsanwalts Peter Rattray und dessen Frau Gillian, einer bekannten Künstlerin und Schriftstellerin, in der Nähe von Johannesburg, Republik Südafrika geboren.
Peter Rattray war ein begeisterter Amateur-Historiker und der junge David begleitete ihn oft, wenn er auf Wanderungen rings um die kleine Ferien-Lodge der Familie in Fugitives’ Drift (in der Nähe von Rorke’s Drift, ungefähr 150 km nördlich von Pietermaritzburg und Durban) die mündlichen Überlieferungen der angestammten Zulu-Bevölkerung aufschrieb.
Väter und Großväter vieler Befragter hatten noch im Zulukrieg von 1879 in den Schlachten bei Isandhlwana, bei Rorke’s Drift, oder Ulundi gegen die Truppen der britischen Kolonialmacht gekämpft.
Nach der Schule wandte sich David Rattray aber zunächst nicht der Geschichte, sondern der Entomologie zu, studierte dieses Fach am St.Alban’s College in Pretoria und der University of Natal in Pietermaritzburg. 
1982 legte er in Entomologie seine Graduiertenprüfung (B.Sc./Bachelor of Science) ab.
Nach dem Studium arbeitete er für einige Zeit als Ranger/Wildhüter im bekannten Mala Mala Game Reserve.
1989 gab er diese Beschäftigung auf, um sich mit seiner Frau Nicky in den heimatlichen Gefilden bei Fugitives’ Drift niederzulassen. 
Hier baute er Fugitives’ Drift Lodge als Touristenunterkunft auf und führte in der Folge Reisende, deren Zahl auf mehr als 60.000 geschätzt wird, über die ganz in der Nähe liegenden Schlachtfelder des Zulukrieges von 1879.
Als David Rattray ermordet wurde, war er gerade im Begriff ein Buch mit dem Titel A Soldier Artist in Zululand zu publizieren.
Die Darstellung basierte auf Aquarellen und Zeichnungen, die während des Zulukrieges von einem Leutnant William Whitelocke Lloyd, einer der britischen Verteidiger von Rorke’s Drift, angefertigt worden waren. 
Die Bilder waren erst wenige Jahre zuvor in England entdeckt worden.
Einige Jahre zuvor hatte er bereits das Buch Guide to the Anglo-Zulu War veröffentlicht.
David Rattray wurde am 26. Januar 2007 auf seiner Farm in KwaZulu-Natal ermordet. Der Täter konnte gefasst werden und wurde zu 25 Jahren Gefängnis verurteilt.
David Rattray hinterließ seine Frau Nicky und drei Söhne – Andrew, Douglas und Peter.